# HD 224801
Désignations
HD 224801 ou CG Andromedae est une étoile variable de type Alpha2 Canum Venaticorum de la constellation d'Andromède. Située à environ ∼ 585 a.l. (∼ 179 pc), elle a une magnitude apparente qui varie de 6,32 à 6,42.

## Spectre
Elle est également une étoile chimiquement particulière avec un fort champ magnétique, ou une étoile Ap, avec un type spectral A0IIspSiSrHg. Ce qui signifie qu'il s'agit d'une étoile géante brillante, qui présente des raies spectrales étroites et des raies fortes inhabituelles de silicium, de strontium et de mercure. Les raies de calcium et de manganèse sont plutôt plus faibles que prévu. D'autres sources rapportent que les raies les plus fortes sont du silicium et de l'europium, ce qui donne un type spectral B9pSiEu, qui a juste une température légèrement différente pour l'émission du corps noir en plus des différentes raies.

## Variabilité
Comme toutes les autres étoiles variables de type Alpha2 Canum Venaticorum, CG And montre une variation de luminosité et une variation de l'intensité des raies spectrales avec la même période d'environ 3,74 jours. On pense que cela est dû à une distribution inhomogène des éléments à la surface de l'étoile, ce qui provoque une luminosité de surface inhomogène.
Une période plus courte, légèrement supérieure à 2 heures, avec une amplitude de magnitude 0,011 a été observée dans la courbe de lumière de CG Andromedae. Cependant, avec une température de 11 900 K, elle se trouve à l'extérieur de la bande d'instabilité du diagramme de Hertzsprung-Russell où se trouvent les étoiles Ap à oscillations rapides. Les ondes magnétohydrodynamiques se propagent dans l'étoile pourraient expliquer la variabilité observée.